# Saltamartinus
Saltamartinus is een geslacht van kevers uit de familie  
kniptorren (Elateridae).
Het geslacht is voor het eerst wetenschappelijk beschreven in 1996 door Casari.

## Soorten
Het geslacht omvat de volgende soorten:
- Saltamartinus decorus (Candèze, 1857)
- Saltamartinus perroudi (Candèze, 1874)
- Saltamartinus scriptus (Candèze, 1900)
- Saltamartinus viduus (Chevrolat, 1867)